# シーマ・ビシュワース
シーマ・ビシュワース（Seema Biswas、1965年1月14日 - ）は、インドのヒンディー語映画で活動する女優。代表作には『女盗賊プーラン』があり、同作で国家映画賞 主演女優賞を受賞している。

## 生い立ち
アッサム州ナルバリに暮らすジャグディーシュ・ビシュワースとミーナ・ビシュワースの娘として生まれる。ナルバリ・カレッジに進学して政治学を学んだ後、ニューデリーの国立演劇学校で演技を学んでいる。

## キャリア
1988年に『Amshini』で女優デビューし、1994年にはシェーカル・カプールの『女盗賊プーラン』でプーラン・デーヴィー役を演じた。1996年にはサンジャイ・リーラー・バンサーリーの『Khamoshi: The Musical』でナーナー・パテーカルと共演し、スター・スクリーン・アワード 助演女優賞を受賞した。ビシュワースは型にはまることを嫌い、ジャンルを問わず様々な映画や役柄に挑戦し、ヒンディー語映画のほかにマラーティー語映画、マラヤーラム語映画、タミル語映画にも出演している。2014年には第45回インド国際映画祭で審査員を務めた。

## フィルモグラフィー

### 映画
- Amshini（1988年）
- 女盗賊プーラン（1994年）
- Khamoshi: The Musical（1996年）
- Ladies Only（1997年）
- Hazaar Chaurasi Ki Maa（1998年）
- Bindhaast（1999年）
- Samar（1999年）
- Dhyaas Parva（2001年）
- Shantham（2001年）
- Deewangee（2002年）
- Company（2002年）
- Ghaav: The Wound（2002年）
- Boom（2003年）
- Bhoot（2003年）
- Iyarkai（2003年）
- Pinjar（2003年）
- Kaya Taran（2004年）
- Dobara（2004年）
- Ek Hasina Thi（2004年）
- Hanan（2004年）
- とらわれの水（2005年）
- Mumbai Godfather（2005年）
- The White Land（2005年）
- Vivah（2006年）
- Shoonya（2006年）
- Thalaimagan（2006年）
- Zindaggi Rocks（2006年）
- Sofia（2007年）
- Risk（2007年）
- Amal（2007年）
- Shaurya（2008年）
- Heaven on Earth（2008年）
- Yeh Mera India（2008年）
- Cooking with Stella（2009年）
- Dujone（2009年）
- Striker（2010年）
- City of Gold（2010年）
- Queens! Destiny of Dance（2011年）
- Patang（2011年）
- With Love, Delhi!（2011年）
- Midnight's Children（2012年）
- Oonga（2013年）
- Chaarfutiya Chhokare（2014年）
- Manjunath（2014年）
- Sold（2014年）
- Balyakalasakhi（2014年）
- Endless Summer（2014年）
- Exclusion（2014年）
- Jai Ho Democracy（2015年）
- Holding Back（2015年）
- Kothanodi（2016年）
- A Yellow Bird（2016年）
- Freaky Ali（2016年）
- Anatomy of Violence（2016年）
- Half Girlfriend（2017年）
- Sameer（2017年）
- Soul Curry（2017年）
- Dhiya Poota（2017年）
- Bhoga Khirikee（2018年）
- Darkness Visible（2019年）
- Idam（2020年）
- Funny Boy（2020年）
- Atrangi Re（2021年）
- Bachchhan Paandey（2022年）
- Sir Madam Sarpanch（2023年）

### テレビシリーズ
- Maha Kumbh: Ek Rahasaya, Ek Kahani（2014-15年）
- Leila（2019年）
- Dadi Amma... Dadi Amma Maan Jaao!（2020年）

### ウェブシリーズ
- Code M（2020年）
- The Family Man（2021年）
- Human（2022年）
- Breathe: Into the Shadows（2022年）
- Kaalkoot（2023年）

## 受賞歴

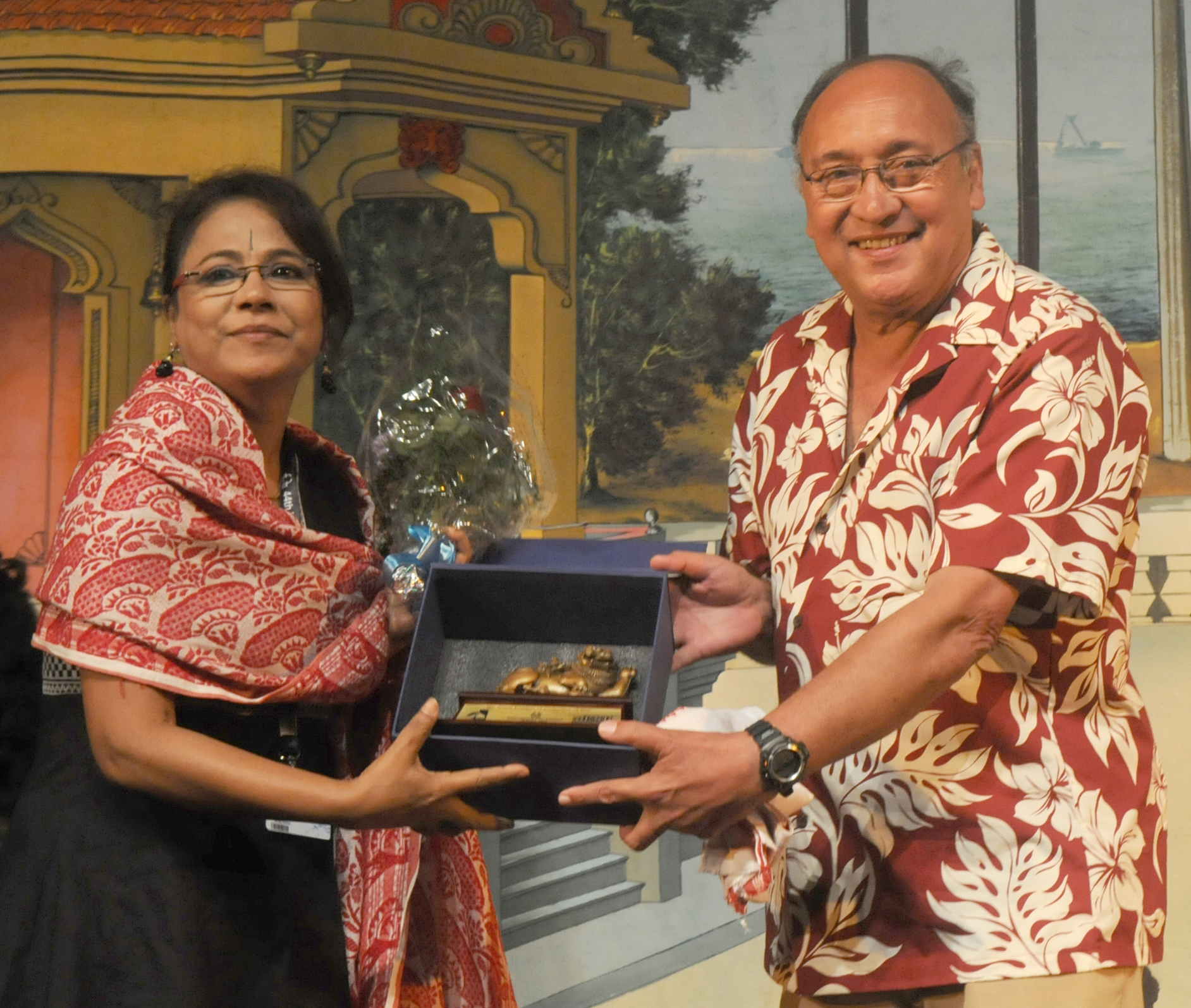
第44回インド国際映画祭閉会式に出席するシーマ・ビシュワースとヴィクター・バナルジー（2013年）

| 年                                 | 部門                 | 作品名                    | 結果       | 出典       |
| 国家映画賞                         | 国家映画賞           | 国家映画賞                | 国家映画賞 | 国家映画賞 |
| ---------------------------------- | -------------------- | ------------------------- | ---------- | ---------- |
| 1996年                             | 主演女優賞           | 『女盗賊プーラン』        | 受賞       | [ 7 ]      |
| フィルムフェア賞                   |                      |                           |            |            |
| 1997年                             | 主演女優賞           | 『女盗賊プーラン』        | ノミネート |            |
| 1997年                             | 助演女優賞           | 『Khamoshi: The Musical』 | ノミネート |            |
| 1997年                             | 新人女優賞           | 『女盗賊プーラン』        | 受賞       |            |
| スター・スクリーン・アワード       |                      |                           |            |            |
| 1997年                             | 助演女優賞           | 『Khamoshi: The Musical』 | 受賞       |            |
| 2003年                             | 助演女優賞           | 『Company』               | ノミネート |            |
| 2004年                             | 助演女優賞           | 『Bhoot』                 | ノミネート |            |
| 2007年                             | 助演女優賞           | 『Vivah』                 | ノミネート |            |
| サンギータ・ナータク・アカデミー賞 |                      |                           |            |            |
| 2000年                             | ヒンディー語演劇部門 | N/A                       | 受賞       |            |
| カナダ・スクリーン・アワード       |                      |                           |            |            |
| 2006年                             | 主演女優賞           | 『とらわれの水』          | 受賞       | [ 8 ]      |
| 2013年                             | 助演女優賞           | 『Midnight's Children』   | 受賞       | [ 9 ]      |